# Nesillas aldabrana
El zarzalero de Aldabra (Nesillas aldabrana) es una especie extinta de ave paseriforme de la familia Acrocephalidae endémica del atolón de Aldabra, perteneciente a las Seychelles. El último ejemplar se observó en 1983.

## Descripción
El zarzalero de Aldabra brush era un pájaro esbelto con las alas relativamente cortas y un pico largo y puntiagudo. Alcanzaba una longitud corporal total de 18 a 20 cm. Sus partes superiores eran parduzcas y las partes inferiores de un tono bastante más claro. Su canto nunca fue registrado pero su llamada era un chirrido nasal de tres notas.

## Ecología
El zarzalero de Aldabra era un pájaro tímido y discreto, difícil de observar entre la densa vegetación del sotobosque en el que vivía. Era más probable localizarlo por sus sonidos.

## Descubrimiento y extinción
El zarzalero de Aldabra fue descubierto por los ornitólogos británicos Constantine Walter Benson, Malcolm Penny y Tony Diamond en 1967, y descrito en 1968 por Constantine Walter Benson y Malcolm Penny basándose en un macho, una hembra y un nido con tres huevos. Nunca se observaron juveniles.
Tras su descubrimiento el zarzalero de Aldabra no volvió a ser avistado hasta el censo realizado por Robert Prys-Jones para el Museo Británico de Historia Natural de 1974 a 1976. A finales 1975 se encontraron seis ejemplares, todos machos. Estas aves fueron anilladas y fotografiadas. En 1983 solo pudo observarse un macho, con lo que el zarzalero de Aldabra fue considerado el ave más escasa y con el área de distribución más restringida del mundo. Estaba confinado en una franja costera de 10 ha de la isla de Aldabra. Tras censos exhaustivos posteriores, se confirmó la extinción de este ave en 1986. Fue catalogado oficialmente como extinto por la IUCN desde 1994.
La posible causa de la extinción podría atribuirse a la presencia de ratas, gatos y cabras introducidos en el atolón muchos años antes.